# Мендеш, Жозе
Жозе Мендеш (порт. José João Mendes Pimenta Costa; род. 24 апреля 1985 в Гимарайнше, Португалия) — португальский профессиональный  шоссейный велогонщик, выступавший с 2013 по 2017 год в немецкой команде мирового тура «Bora-Hansgrohe». Чемпион Португалии в индивидуальной гонке 2016 года.

## Достижения
2003
1-й  Чемпионат Португалии U19 в индивидуальной гонке
2005
2-й Чемпионат Португалии U23 в индивидуальной гонке
2009
3-й Чемпионат Португалии U23 в индивидуальной гонке
3-й Тур Лотарингии
2010
3-й этап Трофей Хоакима Агостино
6-й этап Вольта Португалии
2015
3-й Чемпионат Португалии в индивидуальной гонке
5-й Критериум Интернациональ
5-й Кубок Бернокки
6-й Джиро дель Трентино
1-й на этапе 1 (ТТТ)
2016
Чемпионат Португалии
1-й  Индивидуальная гонка
2-й Групповая гонка
6-й Тур Норвегии
7-й Тур Словении
2017
4-й Чемпионат Португалии в индивидуальной гонке

## Статистика выступлений

### Гранд-туры
| Гонка           | 2013 | 2014 | 2015 | 2016 | 2017 |
| --------------- | ---- | ---- | ---- | ---- | ---- |
| Джиро д'Италия  | —    | —    | —    | —    | 48   |
| Тур де Франс    | —    | 124  | 140  | —    | —    |
| Вуэльта Испании | 22   | —    | —    | 54   | —    |

| — | Не участвовал |